# Téménos (religion)
Pour les articles homonymes, voir Téménos.
Un téménos (du grec ancien τὸ τέμενος / tò témenos) est, dans la Grèce antique classique, l'espace sacré (littéralement l'« espace découpé » pour la divinité) constituant un sanctuaire, lorsqu'il est délimité par une enceinte appelée péribole qui peut prendre plusieurs formes (bornes, clôture, mur, portique).
Par extension, ce mot est employé pour désigner un espace sacré dans les cultures antiques, par exemple dans les temples égyptiens ou étrusques.
Dans les textes homériques le téménos est une parcelle donnée à un roi ou à un héros.